# Pan-Afrikaans Congres
Het Pan-Afrikaans Congres (Engels: PAC, Pan Africanist Congress of Azania) is een politieke partij in Zuid-Afrika. Het PAC werd in augustus 1958 opgericht door Robert Sobukwe, die samen met Nelson Mandela in de ANC-Jeugdliga (ANCYL) zat, als een afsplitsing van het African National Congres (ANC).

## Oprichting
In tegenstelling tot het ANC stond het PAC geen non-raciaal beleid voor en was voorstander van het panafrikanisme. Het PAC stond in zijn beginjaren een beleid van geweldloosheid voor. Later vond er een radicalisatie binnen het PAC plaats. 
Toen het PAC hoorde dat het ANC vanaf 31 maart 1960 zou gaan protesteren tegen de pasjeswet, besloot het PAC een week eerder te beginnen met protesteren tegen de pasjeswet. Sobukwe riep de demonstranten op om de pasjes thuis te laten en zich te laten arresteren bij de politie. In de township Sharpeville liep het vreedzaam protest uit in een bloedbad: 68 mensen lieten het leven, 186 mensen raakten gewond.

## Ondergronds
Na het incident te Sharpeville werden het PAC en het ANC verboden. De leiders van beide bewegingen werden gearresteerd en opgesloten. Ook Sobukwe belandde in de cel. Gedurende Sobukwe's gevangenschap ging het PAC ondergronds en radicaliseerde. In 1968 werd de gewapende tak van het PAC, het Azanian People's Liberation Army, opgericht. 

## Jaren '90
In 1990 werd het PAC, net als het ANC gelegaliseerd. Na de legalisatie vonden er interne strubbelingen plaats. Bij de verkiezingen van 1994 behaalde de partij maar een paar zetels. Het zetelaantal daalde verder bij de verkiezingen van 1999. Patrice de Lille, een prominent partijlid scheidde zich medio 2003 van de partij af en stichtte de Independent Democrats (ID). Bij de verkiezingen van 2004 deed het PAC het opnieuw niet goed. De ID daarentegen wel.

## Verkiezingsuitslagen sinds 1994
| Jaar | stemmen | %     | zetels |
| ---- | ------- | ----- | ------ |
| 2014 | 37.784  | 0,27% | 1      |
| 2009 | 48.530  | 0,27% | 1      |
| 2004 | 113.512 | 0,73% | 3      |
| 1999 | 113,125 | 0,78% | 3      |
| 1994 | 243,478 | 1,25% | 5      |